# Konrad Montferraški
Konrad Montferraški (italijansko  Corrado del Monferrato, piemontsko Conrà ëd Monfrà) je bil severnoitalijanski plemič, eden od glavnih udeležencev tretje  križarske  vojne, * ni znano, Montferrat, † 28. april 1192, Akra, Jeruzalemsko kraljestvo.
S poroko z Izabelo I. Jeruzalemsko 24. novembra 1190 je postal kot Konrad I. de facto kralj Jeruzalemskega kraljestva. Uradno izvoljen je bil šele leta 1192, nekaj dni pred smrtjo. Od leta 1191 je bil tudi osmi markiz Montferraški.

## Zgodnje življenje
Konrad je bil drugi sin markiza Viljema V. Montferraškega in Judite Mabenberške, bratranec cesarja Friderika I. Barbarosse, Ludvika VII. Francoskega in vojvode Leopolda V. Avstrijskega.
Rojen je bil v mejni grofiji Montferrat, ki je zdaj pokrajina v Piemontu v severozahodni Italiji. Prvič je bil omenjen v listini iz leta 1160, ko je služboval na dvoru svojega strica, passauskega škofa Konrada. 
V Brevis Historia Occupationis et Amissionis Terræ Sanctæ  (Kratka zgodovina osvojitve in izgube Svete dežele) je opisan kot postaven, pogumen in inteligenten mož.
Od dvajsetih let je bil aktiven diplomat in učinkovit vojaški poveljnik, ki je druge člane svoje družine spremljal  v spopadih z Lombardsko zvezo. Pred letom 1179 se je poročil z neznano gospo, ki je konec leta 1186 umrla brez preživelih otrok.

## Bizantinsko cesarstvo
Leta 1179 je zaradi družinskega zavezništva z bizantinskim cesarjem Manuelom I. Komnenom poveljeval njegovi vojski proti silam Friderika Barbarosse, ki jim je poveljeval cesarski kancler, nadškof Kristijan iz Mainza. V bitki pri Camerinu jih je porazil in vzel škofa za talca in nato odšel v Konstantinopel po nagrado. Kmalu po Manuelovi smrti leta 1180 se je vrnil v Italijo.
Pozimi 1186/1187 je cesar Izak II. Angel ponudil Konradovi sestri Teodori obnovitev zavezništva z Montferrati. Konrad, ki je malo pred tem ovdovel, se je nameraval pridružiti svojemu očetu v Jeruzalemskem kraljestvu, a je namesto tega sprejel Izakovo ponudbo. Spomladi 1187 se je vrnil v Konstantinopel in bil nagrajen z naslovom cezar. Takoj zatem je moral braniti Izakov prestol v udaru, ki ga je organiziral general   Aleksej Bran. V odločilni bitki je bil Bran ubit, Konrad pa laže ranjen.
Konrad je zaradi mnenja, da je za opravljano službo premalo nagrajen, julija 1187 odplul v Jeruzalemsko kraljestvo. Nekaj sodobnih zgodovinarjev trdi, da je pobegnil zaradi umora, ki ga je zagrešil kot zasebnik. 

## Obramba Tira
Konrad se je očitno nameraval pridružiti svojemu očetu, ki je posedoval grad Sv. Elija. Pristati je nameraval v Akri, ki jo je malo pred tem osvojil Saladin, in zato nadaljeval plovbo do Tira, kjer so bili zbrani ostanki križarske vojske. Saladin je bil na pohodu proti severu in je že osvojil  Akro, Sidon in Bejrut. Rajmond III. Tripolski, njegovi pastorki, Reginald Sidonski in drugi preživeli iz hatinske bitke so pobegnili v Tir. Rajmond je kmalu po prihodu zbolel in umrl.
Obrambo Tira in pogajanja s Saladinom je vodil Reginald Sidonski. Po pisanju Viljema iz Tira naj bi Konrad   po prihodu v Tir Saladinove prapore vrgel v jarek in dosegel, da so mu meščani prisegli zvestobo. Dogodki zagotovo niso bili tako dramatični. V mestu je ustanovil komuno, podobno komunam, proti katerim se je boril v južni Italiji.
Tir je imel ob Saladinovem prihodu dobro organizirano obrambo in se  dobro upiral oblegovalcem. Ko se je Saladinova vojska umaknila proti jugu, je Konrad poslal tirskega škofa Joscia na zahod iskat pomoči. 
Novembra 1187 se je Saladin vrnil in ponovno oblegal mesto, v katerem je bilo tokrat veliko krščanskih beguncev s severa Jeruzalemskega kraljestva. Saladin je tokrat oblegal s kopnega in morja in blokiral tirsko pristanišče. Pred mestnim obzidjem je razkazoval priletnega Konradovega očeta Viljema V. Montferraškega, ujetega v bitki pri Hatinu, in obljubljal njegovo osvoboditev, če se mesto vda.  Viljem je sina spodbujal, naj ostane trden, čeprav so mu grozili s smrtjo. Konrad je Saladinu odgovoril, da je njegov oče živel dovolj dolgo in da bo njegovo trpljenje  sam končal s puščico iz samostrela. Dosegel je, da so očeta izpustili in se z njim leta 1188 srečal v Tortosi. 
Konrad je 30. decembra napadel egipčansko ladjevje in zajel več njihovih galej. Saladin je na napad odgovoril z napadom na mestno obzidje, ki je spodletel. Napadalci so po porazu uničili svoje oblegovalne stroje in se umaknili.

## Borba za jeruzalemsko krono
Poleti 1188 je Saladin izpustil iz ujetništva kralja Guya in kraljico Sibilo. Leto kasneje sta Guy in njegov brat Geoffrey pred vrati Tira in zahtevala predajo mestnih ključev. Konrad je zahtevo zavrnil, češ da je Guy s porazom v Hattinu izgubil pravico do jeruzalemske krone in da čaka na novega kralja iz Evrope. Skliceval se je tudi na določila iz oporoke Balduina IV., ki sta jih Guy in Sibila prekršila.
Ko so kraljica  Sibila in njeni hčerki konec tega leta umrle, Guy ni imel več nobene zakonite pravice do jeruzalemske krone, vendar ni odnehal.  Naslednica Jeruzalema je bila Sibilina polsestra Izabela, poročena s Humphreyem IV. Toronskim. Konrad je s pomočjo Izabeline matere Marije Komnene, očima Baliana Ibelinskega, Reginalda Sidonskega in drugih pomembnih plemičev dosegel razveljavitev Izabelinega zakona, ker naj bi bila pri osmih letih vanj prisiljena. Z Izabelo se je nato poročil Konrad Montferraški.
Ker je bil Guy Lusignanski vazal angleškega kralja, je imel v nasledstvenih sporih njegovo podporo. Konrada je podpiral bratranec Leopold V. Avstrijski, bratranec odstavljenega francoskega kralja Filipa II. Konrad je bil glavni pogajalec pri predaji Akre. V mestu je dvignil kraljevi prapor in s tem dosegel, da so poskušale sprte strani doseči razumen sporazum. Guy je bil do svoje smrti potrjen za jeruzalemskega kralja, Konrad pa za njegovega naslednika. Konrad je obdržal mesta Tir, Sidon in Bejrut, po Guyevi smrti pa bi nasledil še Jeruzalem. 
Julija 1191 se je kralj Filip II. odločil za vrnitev v Francijo in Konradu prepustil polovico vojnega plena in vse muslimanske talce. Kralj Rihard I., ki je po Filipovem odhodu ostal poveljnik križarjev, je od Konrada zahteval predajo plena in talcev. Konrad je zahtevo zavrnil. Rihard je zatem ukazal pobiti vse talce in krenil na pohod proti jugu. Konrad se mu ni pridružil. 
Pozimi se je Konrad začel pogajati s Saladinom, ker je sumil, da se namerava Rihard vrniti v Tir in ga predati Guyu. Konrad je upal, da ga bo Saladin priznal za vladarja severnega dela Jeruzalemskega kraljestva, Saladin pa da bo naredil razdor v križarski vojski. Saladin se je hkrati pogajal tudi z Rihardom. Stanje se je bistveno spremenilo, ko je Rihardov odposlanec, bivši Izabelin mož Humphrey Toronski, opazil Konradovega odposlanca Reginalda in Al-Adila na lovu s sokoli. Konradova  pogajanja s Saladinom so se končala brez končnega dogovora.

## Umor
Aprila 1192 so na Rihardovo razočaranje baroni Jeruzalemskega kraljestva  za kralja soglasno izvolili  Konrada Montferraškega. Konrad ni doživel svojega kronanja, ker sta ga okoli poldneva 28. aprila 1192 z noži napadla dva asasina. Enega od napadalcev so njegovi stražarji ubili, drugega pa ujeli. Kako dolgo je Konrad še živel, ni znano. Pokopali so ga v cerkvi hospitalcev v Tiru. 
Konradov umor je ostal nepojasnjen. Preživeli asasin je med mučenjem priznal, da je bil naročnik kralj Rihard I., vendar se tega ne da dokazati.  Med osumljenci sta bila tudi Izabelin prejšnji mož Humphrey IV. Toronski in Saladin.  
Vzrok za njegov umor bi lahko bil dogodek iz leta 1191, ko je Konrad zaplenil asasinsko ladjo, ki se je v Tir zatekla pred viharjem.  Kapitana je ubil, posadko pa aretiral. Z ladje je odnesel vse zaklade. Rašid dal-Din Sinanovo zahtevo, naj mu vrne ladjo in posadko, je Konrad zavrnil in bil zato obsojen na smrt. Za pismo, ki opisuje omenjene dogodke, se je izkazalo, da je ponarejeno. Sinan je bil takrat že mrtev, vpletenost asasinov pa ni omenjena v nobenem drugem primarnem dokumentu.
Noseča vdova Izabela I. Jeruzalemska se je sedem dni po moževi smrti poročila s Henrikom Šampanjskim. Glavni motiv za poroko je bila seveda borba za oblast in je med muslimanskimi pisci izzvala veliko zgražanja.

## Predniki
|  |                                                |  |  |  |  |  |  |  |  |  |  |  |  |  |  |  |
|  | Renier I. Montferraški (rodbina Montferrat)    |  |  |  |  |  |  |  |  |  |  |  |  |  |  |  |
|  |                                                |  |  |  |  |  |  |  |  |  |  |  |  |  |  |  |
|  |                                                |  |  |  |  |  |  |  |  |  |  |  |  |  |  |  |
|  | Viljem I. Montferraški                         |  |  |  |  |  |  |  |  |  |  |  |  |  |  |  |
|  |                                                |  |  |  |  |  |  |  |  |  |  |  |  |  |  |  |
|  |                                                |  |  |  |  |  |  |  |  |  |  |  |  |  |  |  |
|  | Gizela Burgundska (rodbina burgundskih grofov) |  |  |  |  |  |  |  |  |  |  |  |  |  |  |  |
|  |                                                |  |  |  |  |  |  |  |  |  |  |  |  |  |  |  |
|  |                                                |  |  |  |  |  |  |  |  |  |  |  |  |  |  |  |
|  | Konrad Montferraški                            |  |  |  |  |  |  |  |  |  |  |  |  |  |  |  |
|  |                                                |  |  |  |  |  |  |  |  |  |  |  |  |  |  |  |
|  |                                                |  |  |  |  |  |  |  |  |  |  |  |  |  |  |  |
|  | Leopold III. Avstrijski (rodbina Babenberg)    |  |  |  |  |  |  |  |  |  |  |  |  |  |  |  |
|  |                                                |  |  |  |  |  |  |  |  |  |  |  |  |  |  |  |
|  |                                                |  |  |  |  |  |  |  |  |  |  |  |  |  |  |  |
|  | Judita Babenberška                             |  |  |  |  |  |  |  |  |  |  |  |  |  |  |  |
|  |                                                |  |  |  |  |  |  |  |  |  |  |  |  |  |  |  |
|  |                                                |  |  |  |  |  |  |  |  |  |  |  |  |  |  |  |
|  | Agneza Nemška (Salijska rodbina)               |  |  |  |  |  |  |  |  |  |  |  |  |  |  |  |
|  |                                                |  |  |  |  |  |  |  |  |  |  |  |  |  |  |  |
|  |                                                |  |  |  |  |  |  |  |  |  |  |  |  |  |  |  |

## Družina
Konrad je imel z Izabelo I. hčerko 
- Marijo Montferraško, rojeno po njegovi smrti poleti 1191.

Marija je po materini smrti od 5.aprila 1205 vladala kot jeruzalemska kraljica. Leta 1212 je na porodu umrla.